# Depresiunea Turfan
Depresiunea Turfan sau depresiunea Turpan este o zonă depresionară delimitată de o falie situată în jurul orașului Turpan din regiunea autonomă Xianjiang din nord-vestul Chinei, la 150 km sud-est de Urumqi. Aici este prezent al treilea cel mai jos punct de pe suprafața uscată a Terrei, lacul uscat Ayding, având altitudinea absolută de -154 m, după Marea Moartă și Lacul Assal. Depresiunea Turfan este situată în întregime sub nivelul mării. Turpan este considerat de asemenea cel mai fierbinte și uscat loc din China. 
Bazinul Turpan este situat în partea la est de munții Tian Shan, la sud-est de muntii Bogda Shan și la nord de Jueluotage Shan, având o suprafață de 50.000 km2. 
Clima este aridă continentală, iar precipitațiile care cad sunt mult mai mici decât capacitatea maximă de evaporare. Temperatura medie în iulie este de 39,7 grade, iar în ianuarie este de -2,2 grade. Cele mai multe precipitații cad în iulie (3,3 mm), iar cele mai puține cad în februarie (0,2 mm). Cantitatea de precipitații care cade anul este de 20 mm, iar capacitatea maximă de evaporare este de 3 m. 
În bazinul Turpan se mai află și vechiul oraș Gaochang, un punct important în drumul mătăsii. 